# Reklaw
Reklaw es una ciudad ubicada en los condados de Cherokee y Rusk en el estado estadounidense de Texas. En el Censo de 2010 tenía una población de 379 habitantes y una densidad poblacional de 49,65 personas por km².

## Geografía
Reklaw se encuentra ubicada en las coordenadas 31°52′00″N 94°58′54″O / 31.86667, -94.98167. Según la Oficina del Censo de los Estados Unidos, Reklaw tiene una superficie total de 7.63 km², de la cual 7.62 km² corresponden a tierra firme y (0.17%) 0.01 km² es agua.

## Demografía
Según el censo de 2010, había 379 personas residiendo en Reklaw. La densidad de población era de 49,65 hab./km². De los 379 habitantes, Reklaw estaba compuesto por el 88.39% blancos, el 6.33% eran afroamericanos, el 0.26% eran amerindios, el 2.37% eran asiáticos, el 0% eran isleños del Pacífico, el 1.06% eran de otras razas y el 1.58% pertenecían a dos o más razas. Del total de la población el 16.89% eran hispanos o latinos de cualquier raza.